# Alfonso Beretta
Alfonso Beretta (Brugherio, 26 dicembre 1911 – Pedda Pendial, 22 maggio 1998) è stato un vescovo cattolico italiano che ha compiuto il proprio ministero presso la diocesi di Hyderabad e la diocesi di Warangal in India, ove si è distinto per l'attività missionaria.

## Biografia
Dodicesimo di tredici figli, da ragazzo frequenta l'oratorio maschile del quale allora era assistente ecclesiastico don Antonio Tagliabue, poi parroco di Lonate Pozzolo dal 1937 al 1965.
Il 29 ottobre 1923 indossa l'abito clericale ed entra nel Seminario arcivescovile di San Pietro Martire a Seveso. Nel 1928 passa al Seminario delle Missioni (P.I.M.E.).  Il 23 settembre 1934 celebra la prima Messa. Il 25 agosto 1935 parte come missionario in India. Dal 1936 al 1939 è destinato a Secunderabad, prima come assistente poi come parroco.

### In campo di concentramento
Dal 1939 al 1948 opera nel distretto di Dornacal, e per due anni viene mandato nel campo di concentramento di Deradun a causa della guerra.

### Episcopato
Nell'aprile 1948 viene eletto vicario capitolare di monsignor Vismara. L'8 aprile 1951, a Brugherio, viene consacrato vescovo di Hyderabad.
L'8 gennaio 1953 diventa primo vescovo della diocesi di Warangal; nel 1976 contribuisce all'erezione della diocesi di Nalgonda.

### Dimissioni
Il 30 settembre 1985 viene accettata la sua domanda di dimissioni dall'incarico vescovile. Il 12 marzo 1986 monsignor Thumma Bala lo sostituisce alla guida della diocesi di Warangal; si ritira nella parrocchia di Pendial come coadiutore del parroco.
Infine, il 22 maggio 1998 muore a Pedda Pendial; il suo corpo riposa nella cattedrale di Fatimanagar.

## Genealogia episcopale
La genealogia episcopale è:
- Cardinale Scipione Rebiba
- Cardinale Giulio Antonio Santori
- Cardinale Girolamo Bernerio, O.P.
- Vescovo Claudio Rangoni
- Arcivescovo Wawrzyniec Gembicki
- Arcivescovo Jan Wężyk
- Vescovo Piotr Gembicki
- Vescovo Jan Gembicki
- Vescovo Bonawentura Madaliński
- Vescovo Jan Małachowski
- Arcivescovo Stanisław Szembek
- Vescovo Felicjan Konstanty Szaniawski
- Vescovo Andrzej Stanisław Załuski
- Arcivescovo Adam Ignacy Komorowski
- Arcivescovo Władysław Aleksander Łubieński
- Vescovo Andrzej Stanisław Młodziejowski
- Arcivescovo Kasper Kazimierz Cieciszowski
- Vescovo Franciszek Borgiasz Mackiewicz
- Vescovo Michał Piwnicki
- Arcivescovo Ignacy Ludwik Pawłowski
- Arcivescovo Kazimierz Roch Dmochowski
- Arcivescovo Wacław Żyliński
- Vescovo Aleksander Kazimierz Bereśniewicz
- Arcivescovo Szymon Marcin Kozłowski
- Vescovo Mečislovas Leonardas Paliulionis
- Arcivescovo Bolesław Hieronim Kłopotowski
- Arcivescovo Jerzy Józef Elizeusz Szembek
- Vescovo Stanisław Kazimierz Zdzitowiecki
- Cardinale Aleksander Kakowski
- Papa Pio XI
- Cardinale Alfredo Ildefonso Schuster, O.S.B.
- Vescovo Alfonso Beretta, P.I.M.E.